# Ras Jamis

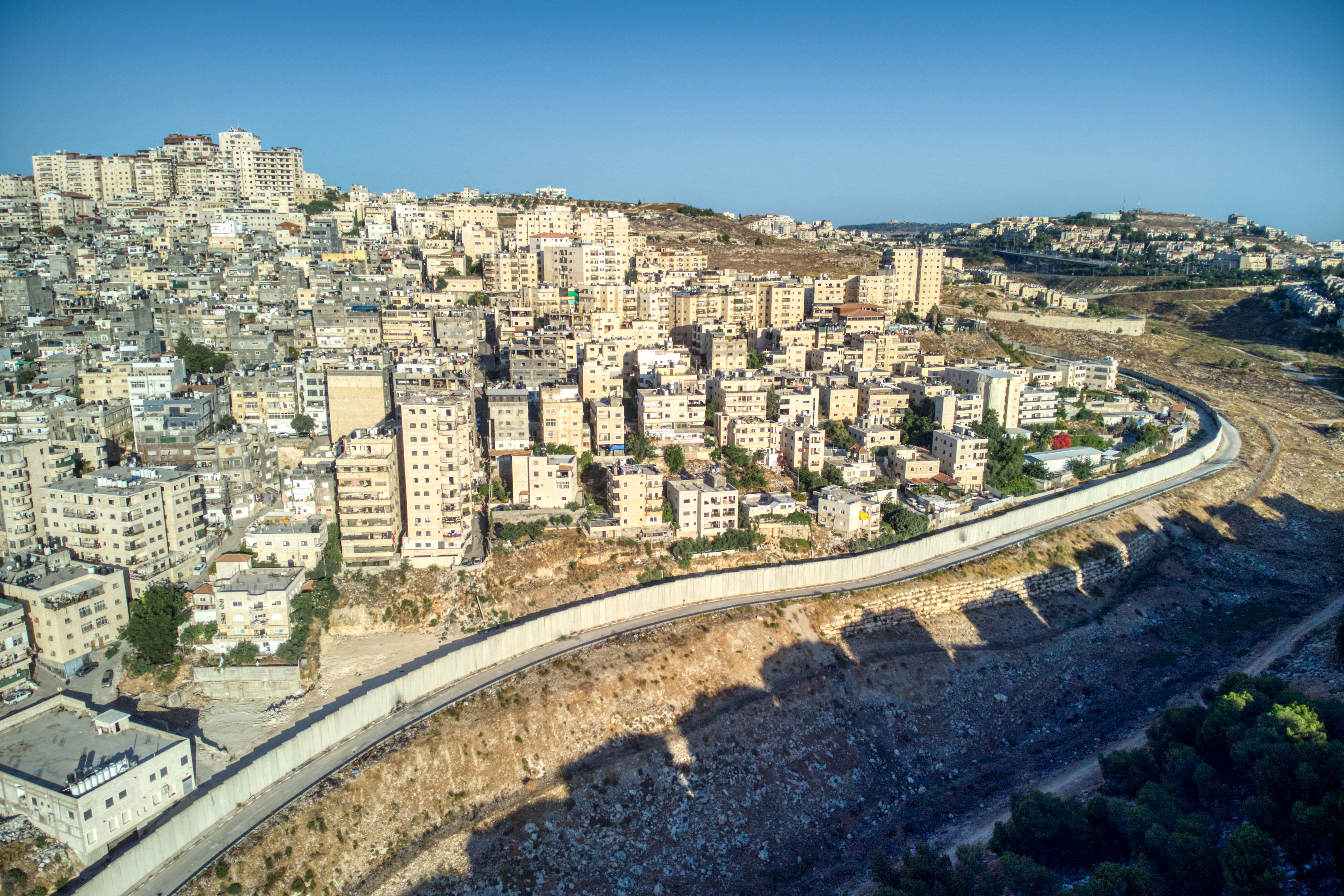
Ras Jamis con el muro de separación israelí

Ras Jamis es un barrio de Jerusalén Este, ubicado en la zona noreste de la ciudad, junto al campamento de Shuafat, con una población aproximada de entre 17.000 y 20.000 habitantes. En 2007, la construcción del muro de separación israelí aisló a Ras Jamis del resto de Jerusalén. El muro terminó de construirse en 2010 y, actualmente, el acceso a la ciudad se realiza a través de un solo puesto de control. Los habitantes de Ras Jamis pagan sus impuestos al ayuntamiento de Jerusalén, pero ya en 2012, servicios municipales tales como el planeamiento urbano, la policía, las ambulancias, los bomberos o la recogida de basuras habían dejado de funcionar tanto en este barrio como en otros barrios que han quedado separados de Jerusalén por el muro israelí. Los índices de criminalidad se han disparado desde la construcción del muro y el municipio jerosolimitano ha renunciado incluso a nombrar las calles del barrio. Sin embargo, dado que estas tierras siguen siendo reclamadas por Israel, la Autoridad Nacional Palestina (ANP) tampoco tiene permitido ofrecer estos servicios en el barrio, aunque un edil del ayuntamiento de Jerusalén reconocía en 2011 que es esta entidad palestina quien está asfaltando las carreteras y encargándose de los servicios sociales allí. En esta situación, se ha creado un comité local financiado por la ANP y por la Unión Europea para interceder ante las autoridades israelíes.
Debido a la escasez de viviendas en la zona, se han construido muchos edificios de múltiples plantas en Ras Jamis. Los edificios de nueva construcción no han sido aprobados por el municipio de Jerusalén y, por lo tanto, muchos tienen pendientes órdenes de demolición. La compañía municipal de aguas de Jerusalén se niega a abastecer el barrio, con lo que los vecinos tienen que comprar cubas de agua en la vecina localidad palestina de Anata. Las redes de alcantarillado locales, que se vieron dañadas accidentalmente durante la construcción del muro, han sido reparadas mediante colaboraciones voluntarias de los habitantes del barrio.
En 2011, el alcalde de Jerusalén, Nir Barkat, recomendó que los barrios que habían quedado al otro lado de la barrera de separación fuesen separados del municipio jerosolimitano, lo que fue duramente criticado por parlamentarios conservadores israelíes, que tildaron sus comentarios de "traición". Poco después, las autoridades municipales se reunieron con miembros del ejército israelí para encargarles la seguridad pública en este barrio.
En el barrio hay una escuela a la que asisten unos 800 alumnos, mientras que otros niños de la zona acuden a la escuela del campamento de refugiados de Shuafat o a otros colegios de Jerusalén, previo paso por el puesto de control militar israelí ubicado a la salida de la localidad.